# Schlacht bei Ostrach
Ostrach – Feldkirch – Stockach I – Verona – Magnano – Cassano d’Adda – Bassignana – Frauenfeld – Winterthur – Zürich I – Trebbia – Mantua – Novi – Döttingen - Vlieter – Bergen – Gotthardpass – Teufelsbrücke – Dietikon – Zürich II – Linth – Muotatal – Näfels – Egmont – Castricum - Genola – Wiesloch – Genua – Rheinklingen – Engen – Stockach II –  Meßkirch – Biberach II – Montebello – Marengo – Höchstädt – Oberhausen – Brión – Hohenlinden – Walserfeld – Pozzolo – Kopenhagen – Algeciras I – Algeciras II
Die Schlacht bei Ostrach, auch Schlacht von Ostrach genannt, am 21. März 1799 war die erste Schlacht des zweiten Koalitionskriegs. Namensgebend für die Schlacht, in deren Verlauf die Reichsarmee unter Führung der Österreicher über die Franzosen siegte, war die salemische Ortschaft Ostrach im heutigen Landkreis Sigmaringen.

## Vorgeschichte
Der erste Koalitionskrieg war zwar nach fünf Jahren mit dem für die Franzosen günstigen Frieden von Campo Formio 1797 beendet worden. Die gescheiterte Ägyptische Expedition Napoleons 1798, die das Osmanische Reich und Russland gegen Frankreich aufbrachte, ließ eine gewaltige Koalition gegen Frankreich entstehen, an der sich alle Großmächte außer Preußen beteiligten.
Im November 1798 gab es schon einen Vorgeschmack auf den Krieg, als das Königreich Neapel das von den Franzosen besetzte Rom eroberte. Der Krieg begann im Folgejahr. Die französische Armée du Danube marschierte unter dem Befehl von General Jourdan mit 45.000 Mann nach Süddeutschland, um die Österreichischen Erblande zu bedrohen. Am 13. Mai kam es bei Ostrach zur Schlacht mit dem österreichischen Heer.

## Schlachtverlauf vom 21. März 1799

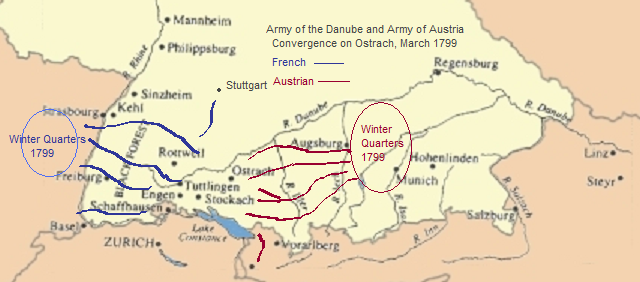
Ostrach 21. März 1799

In der kalten und nebligen Nacht zum Gründonnerstag, der Fluss Ostrach führte Hochwasser, trafen beim damals 300-Seelen-Dorf Ostrach französische Truppen mit etwa 18.000 Soldaten auf etwa 52.000 Soldaten des österreichischen Koalitionsheers. Morgens um drei griffen sämtliche österreichischen Avantgarden, die Feldmarschall Nauendorf unterstanden, an. Die erste Kolonne auf dem rechten Flügel unter Feldmarschallleutnant Karl Aloys zu Fürstenberg zwang die französische Kavallerie zurück.
Diesem ersten Angriff folgte ein weiterer um etwa 5.30 Uhr, zu dieser Zeit fiel morgendlicher Nebel. General Jourdan, der zuvor in Pfullendorf sein Nachtlager bezogen hatte, eilte nach Ostrach. Die zweite Kolonne mit Erzherzog Karl an der Spitze traf ein.
Im weiteren Kampfgeschehen vereinigte sich die dritte Kolonne unter FML Wallis mit der zweiten unter Erzherzog Karl. Rund 70.000 Soldaten lieferten sich eine blutige Schlacht. Ostrach war abwechselnd in französischer und österreichischer Hand. Der Versuch General Jourdans, mit der von Pfullendorf her geeilten Reserve die Kampfhandlungen wieder aufzunehmen, misslang.
Bereits um die Mittagszeit war das Aufeinandertreffen beider Armeen beendet. Die Franzosen zogen sich durch den Wald nach Pfullendorf zurück. Geschützt vom breiten und sumpfigen Tal des Andelsbaches, den besetzten Anhöhen und der herannahenden Nacht war es Erzherzog Karl nicht mehr möglich, noch an diesem Tag die Stellungen in Pfullendorf anzugreifen.

## Würdigung
«Man kann wohl sagen daß dies von Seiten des Erzherzogs ein Berg war, der eine Maus gebiert. ... zu sagen, daß er noch einmal so stark war als der Gegner, dreimal soviel Kavallerie hatte und diesen auf acht Meilen ausgedehnt fand; ... Aber der Erzherzog handelte nicht bloß behutsam, sondern zaghaft.»

## Nachwirkung
Die französischen Truppen zogen sich nach Stockach zurück. Dort kam es vier Tage später am 25. März 1799 zur Schlacht bei Stockach, die erneut die Österreicher gewannen.
Am 21. März 1799 kamen bei Ostrach 4.400 Menschen ums Leben – allerdings war kein einziger Ostracher darunter. Die Dorfbevölkerung versteckte sich während der Schlacht mit ihren Familien in ihren Kellern. Wunibald Knoll, damals salemischer Briefträger, schrieb es auf für die Nachwelt:
„Wir krochen aus unseren Höhlen hervor und athmeten wieder etwas freyer. Aber welch gräßlicher Anblick zeigte sich aller Orten! Todte, Blessierte lagen überall....“
„Alle heisser sind durchschossen, und dennoch niemand blesiert worden von den burgersleithen. Dem Bader ist verschossen worden mit einem Kanonenkugel ein Roß und zwei Ochsen, sonst aber ist im Dorf niemand beschädigt worden. Daher ist dieser Tag gefeyert worden, weil alles so gliklich ist durchkommen, es hätte alles kennen verbrend werden. Gott sey tausend mal Dank.“
Anstatt die Auferstehung Christi zu feiern, sammelte man tagelang auf den Feldern Tausende von Leichen ein. Verluste auf französischer Seite 2.257 Mann, auf österreichischer Seite 2.113 Mann.

## Gedenken

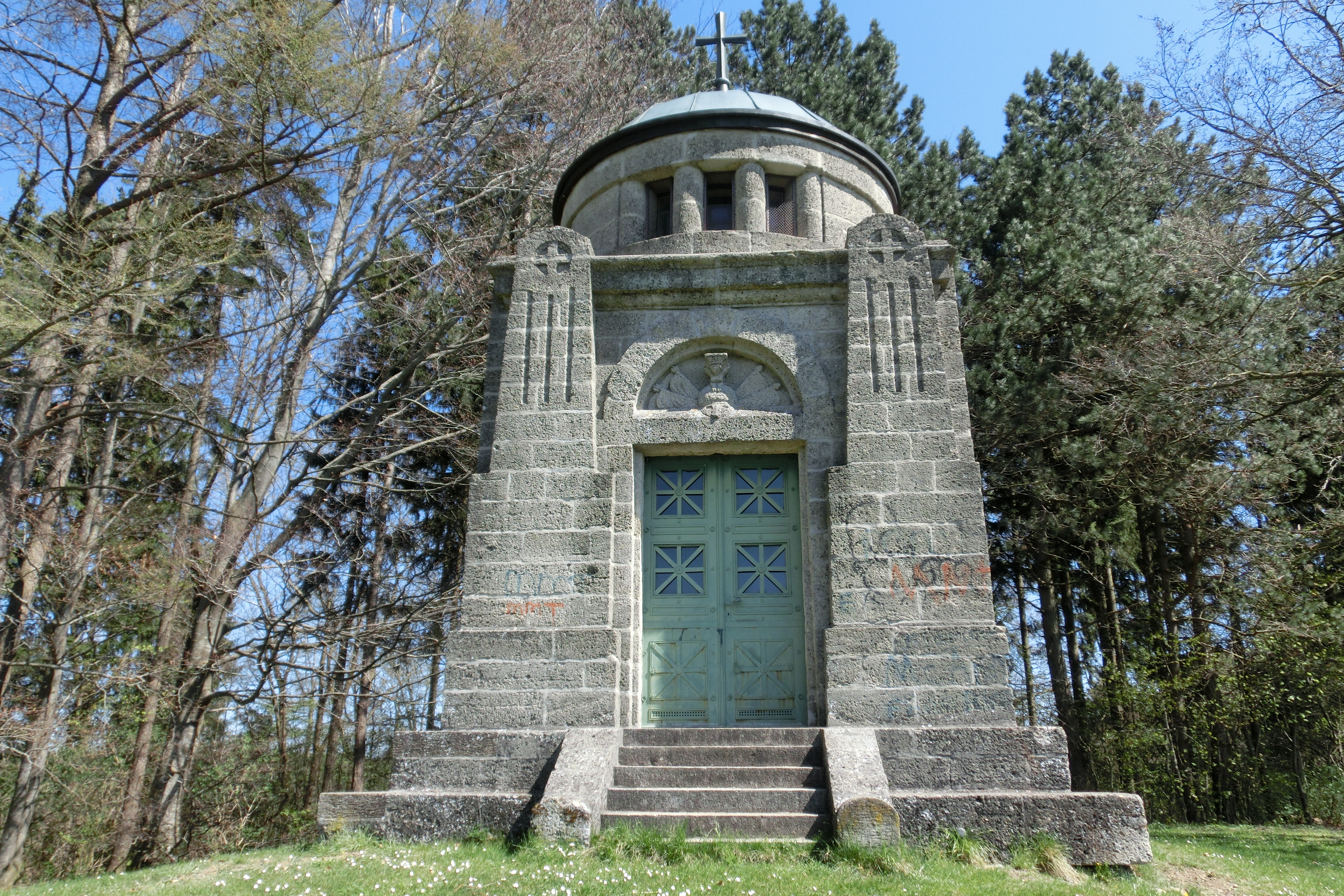
Denkmal/Gedenkkapelle auf dem Buchbühl oberhalb Ostrachs (2015)

Im Gedenken an die Schlacht bei Ostrach 1799 wurde am 17. Mai 1903 durch den Veteranenverein Ostrach der Grundstein für ein Denkmal auf dem Buchbühl gelegt. Zuvor stand auf dem noch unbewaldeten Buchbühl ein einfaches Holzkreuz. Der Entwurf stammt vom hohenzollerischen Architekten und Landeskonservator Wilhelm Friedrich Laur. Die Einweihung des Kuppelbaus aus Otterswanger Muschelkalkstein mit quadratischen Grundriss von 5 × 5 m, einer Höhe von neun Meter, schlichtem Innenraum und Gruft erfolgte am 22. Oktober 1903. Die kupfergedeckte Kuppel trägt ein vergoldetes Kreuz. Im Jahre 1945 wurde zum Schutz des Denkmals eine Marienkapelle eingerichtet.

## Trivia
Mit hunderten Komparsen in historischen Uniformen, Kanonen, Fußvolk, Marketenderinnen und Kavallerie wurde am 16. und 17. Mai 2009 ein Gefecht der historischen Schlacht bei Ostrach nachgestellt. Es wurde für zwei Tage ein Soldatenlager aufgeschlagen, das die Besucher besichtigen konnten. Aus Deutschland, Frankreich, Ungarn, Schweiz und Tschechien erschienen Teilnehmer. Die Teilnehmer waren Mitglieder des Fördervereins Lebendige Geschichte. Für die Veranstaltung hatte die Gemeinde Ostrach die Summe von 15.000 Euro in den Jahreshaushalt 2009 eingeplant.